# Yakassé-Mé
Yakassé-Mé est une ville située dans le Sud de la Côte d'Ivoire, dans la Région de La Mé. La localité de Yakassé-Mé est chef-lieu de sous-préfecture. Le périmètre de la sous-préfecture de Yakassé-Mé englobe dans ses limites les villages d’Abié, Yakassé-Mé et les campements qui leur sont rattachés.